# Venice Miniature Railway
| Venice Miniature Railway                    | Venice Miniature Railway |
| ------------------------------------------- | ------------------------ |
| Dampflok Nr. 2 der Venice Miniature Railway |                          |
| Streckenverlauf                             |                          |
| Streckenlänge:                              | 2,3 km                   |
| Spurweite:                                  | 457 mm                   |
| Maximale Neigung:                           | Lion Canal Bridge 110 ‰  |
|                                             |                          |

Die Venice Miniature Railway war eine 2,3 km lange Parkeisenbahn im Maßstab 1:3 mit der Spurweite von 18 Zoll (457 mm), die vom 30. Juli 1905 bis zum 13. Februar 1925 in Venice bei Los Angeles in Kalifornien in Betrieb war.

## Lage
Die schleifenförmige Bahnstrecke führte von einem Ringlokschuppen an der Ecke von Lake Avenue und El Camino Real (heute Venice Boulevard und Abbot Kinney Boulevard) im Uhrzeigersinn entlang der Mildred Avenue zum Business District. Dort fuhren die Züge in einer Kehrschleife um das Postamt herum und folgten dann wieder der Mildred Avenue, bis sie auf Riviera und Rialto mehrere Venezianische Kanäle überquerten, die bereits installiert worden waren. Schließlich machten sie eine Kehre, um entlang des Washington Boulevards und El Camino Real zur Lake Avenue Station am Lokschuppen zurückzufahren.

## Geschichte

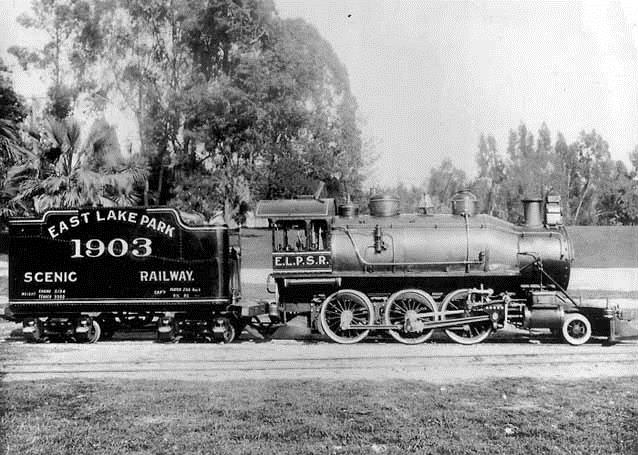
Die „3-Spot“ genannte, früher auf der ELPSR eingesetzte Dampflok Nr. 1903

Abbot Kinney, der Venice of America entwickelt hat, beauftragte John J. Coit, eine Parkeisenbahn auf dem Neubaugelände von Venice Beach bei Los Angeles zu errichten. Letzterer hatte früher als Mechaniker-Meister bei den Johnson Machine Works gearbeitet und bereits eine Parkeisenbahn mit einer Spurweite von 18 Zoll (457 mm) im nahegelegenen Eastlake Park (dem heutigen Lincoln Park) erbaut und betrieben.
John J. Coit besaß bereits die ölgefeuerte Dampflokomotive Nr. 1903 der Achsfolge 2-6-0 (1’C, „Mogul“) mit einer Länge über Kupplung von 19 Fuß (5,80 m). Diese Lok besaß einige technische Innovationen, wie Ventileinstellung ohne Exzenter, die das Einstellen und die Wartung der Ventile wesentlich vereinfachten. Sie war zwar früher auf der East Lake Park Scenic Railway erfolgreich eingesetzt worden, war aber für den geplanten Einsatz in Venice mit 3,6 t etwas zu leicht und zu schwach. Daher bestellte er bei seinem früheren Arbeitgeber, den Johnson Machine Works, eine neue 4,2 t schwere ölgefeuerte Dampflok der Achsfolge 2-6-2 (1’C1’, „Prairie“), in der seine von der kleineren Lok bewährten Innovationen wieder eingebaut wurden.

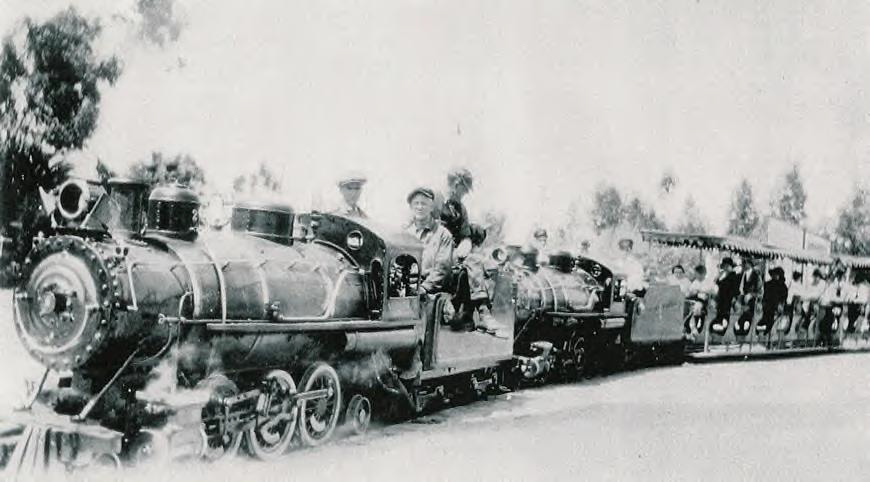
Doppeltraktion mit den Dampfloks Nr. 2 (vorne) und Nr. 1 (dahinter)

Die neuen nahezu baugleichen Dampflokomotiven Nr. 1 und Nr. 2 wurden „1-Spot“ und „2-Spot“ genannt. John J. Coit hatte zwar die technischen Zeichnungen dafür erstellt, aber die Herstellung an die Johnson Machine Works vergeben. Die Kessel dafür wurden von den Pacific Coast Boiler Works in Los Angeles geliefert und hatten einen Höchstdruck von 12 bar (175 psi). Die Loks hatten eine Walschaerts-Steuerung und kosteten jeweils 4.510 $. Sie waren schwarz lackiert mit polierten Messingbändern und silberner Beschriftung. Sie unterschieden sich nur durch die Nummerntafeln und die Führerhausfenster: „1-Spot“ hatte einen viereckigen Fensterausschnitt mit oben abgerundeten Ecken und „2-Spot“ hatte einen oben Halbmond-förmigen Fensterausschnitt. Die Höchstgeschwindigkeit lag bei 48 km/h (30 mph).
Es gab zehn im venezianischen Stil mit seitlichen Löwenköpfen schmuckvoll ausgestattete Personenwagen, die von der J.G. McLain Company für jeweils 400 $ geliefert wurden. Fünf davon waren königsblau und die anderen kirschrot lackiert. Sie hatten jeweils zwölf Sitzplätze und wurden normalerweise zu einfarbigen Zügen zusammengestellt.

## Streitigkeiten

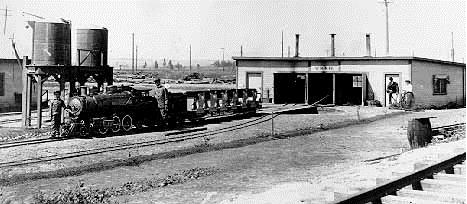
Drehscheibe, Wasserturm und Öltank vor dem Lokschuppen an der Ecke von Lake Avenue und El Camino Real

Nachdem die geschäftliche Zusammenarbeit anfangs gut funktionierte, kam es zu Streitigkeiten zwischen Kinney und Coit. Kinney bestand darauf, dass seine noch sehr jungen Söhne in den Betrieb der Eisenbahn involviert sein sollten. Der achtjährige Carleton wurde daraufhin zum VMR President und der zwölfjährige Innes zum Chief Engineer ernannt, was Coits tatsächliche Position entwürdigte. Kinney wollte trotz eines bestehenden Fünfjahresvertrages 1906 einen stärkeren Einfluss auf das tagtägliche Management von Venice of America übernehmen und versuchte, die Eisenbahn von Coit zu übernehmen. Er setzte die Bahn in den Sommermonaten für sechs Monate mit der vorgeblichen Begründung außer Betrieb, dass eine hölzerne Kanalbrücke durch eine Betonbrücke ersetzt werden müsse.
Im November 1906 versuchte er die Herrschaft über die Eisenbahn zu gewinnen, als Coit verreist war. Nach seiner Rückkehr entfernte dieser einige zum Betrieb nötige Armaturen von den Lokomotiven und verreiste erneut. Da Kinney diese Bauteile nicht selbst herstellen lassen konnte, konnte er die Bahn für den Rest des Jahres nicht betreiben. Er verklagte Coit, und es kam am 20. November 1906 zu einer Gerichtsverhandlung am Los Angeles County Court. Coit und seine Kollegen wurden vom Vorwurf des Vandalismus und Diebstahls freigesprochen, woraufhin Kinney eine Zivilklage einreichte, die von einem Arbitrator am 19. Januar 1907 zu Kinneys Gunsten entschieden wurde, so dass Coit die entwendeten Teile wieder einbauen und die entstandenen Kosten übernehmen musste. Kurz darauf wurde die Bahn wieder in Betrieb genommen. Coit verließ daraufhin die Bahn und nahm keinen Einfluss mehr auf sie. Sie wurde noch für weitere 18 Jahre bis in die frühen 1920er Jahre betrieben, in denen sie wegen des zunehmenden Autoverkehrs an Bedeutung verlor und zunehmend als störend empfunden wurde.

## Filme
In Harold Lloyds Stummfilm By the Sad Sea Waves von 1917 gibt Lloyd vor, ein Bademeister zu sein, weil er sich dadurch mehr Erfolg bei den Damen erhofft. In der Schlussszene fahren er und seine neueste Eroberung Bebe Daniels in der Venice Miniature Railway dem Sonnenuntergang entgegen. In seinem Stummfilm Number, Please? von 1920 hat er weniger Glück, und besteigt die Bahn zum Schluss allein, nachdem er sein Mädchen an einen anderen verloren hat.
Die Century Comedy Kids übernehmen den Betrieb der Eisenbahn stellvertretend für ihren erkrankten Vater. Der amerikanische Stummfilm Speed boys wurde in Holland als The new engine driver herausgegeben und ist mit einem neuen Soundtrack auf YouTube verfügbar.

## Schließung

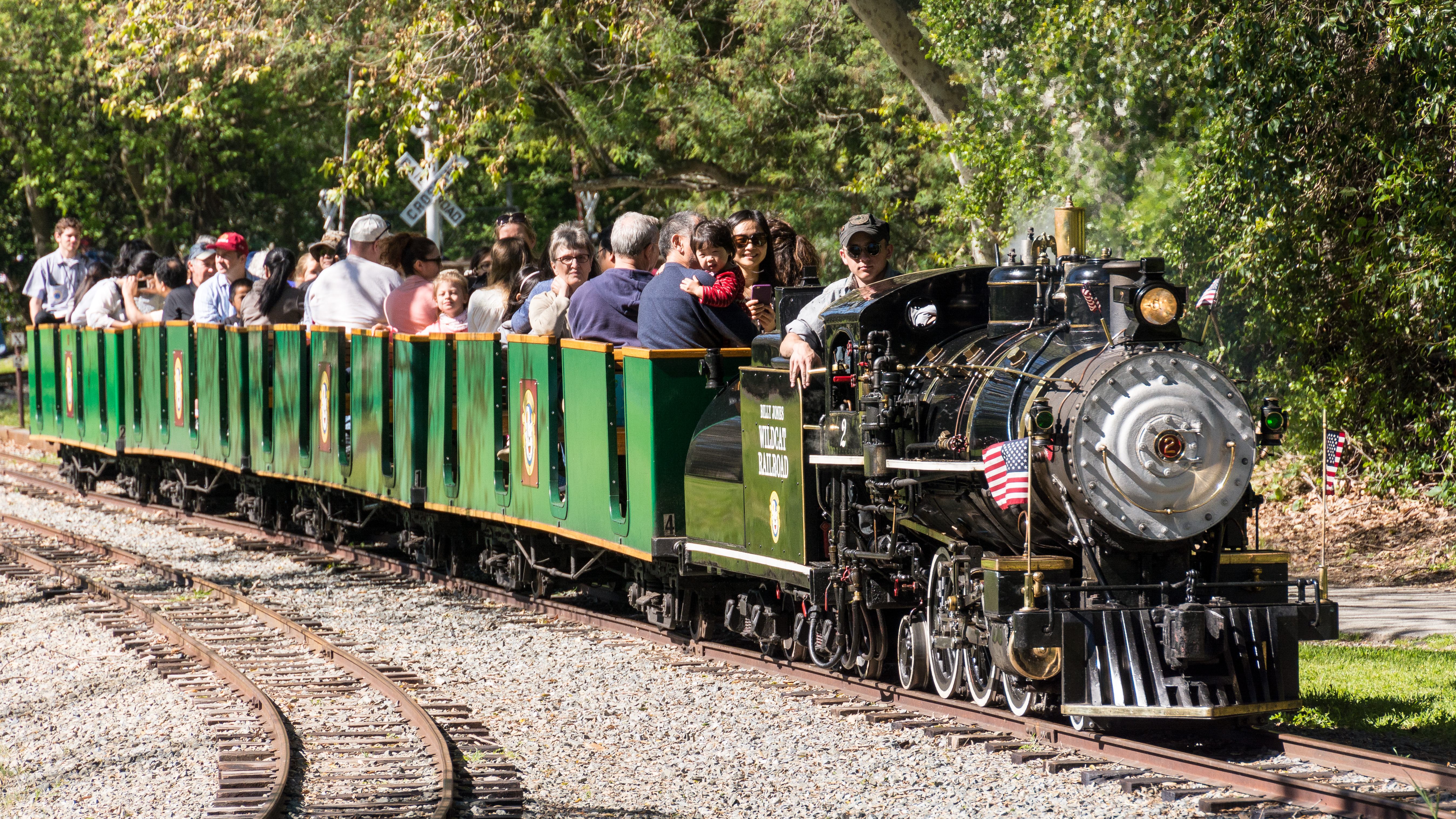
Die „2-Spot“ genannte Dampflok Nr. 2 der Billy Jones Wildcat Railroad

Als Abbot Kinney im November 1920 starb, versuchte sein Adoptivsohn Thornton Parillo, die Bahn weiterhin zu betreiben. Sie wurde am 23. Februar 1925 stillgelegt, nachdem eine Verfügung erlassen worden war, die eine weitere Nutzung untersagte.
Die „1-Spot“ genannte Dampflok Nr. 1 wurde auf einem Schrottplatz in Vernon von Al Smith erworben. Er verwendete sie nach einer Generalüberholung bis lange nach dem Zweiten Weltkrieg in San Gabriel und Pico Rivera. Nach seinem Tod erwarb sie Don McCoy und renovierte sie zusammen mit seinen Söhnen, so dass sie von 1972 bis 1978 in der Whittier Narrows Recreational betrieben werden konnte. Seit der Schließung dieser Bahn steht sie in einer Privatsammlung der Familie McCoy in Südkalifornien.
Die „2-Spot“ genannte Dampflok Nr. 2 wurde kurz vor dem bevorstehenden Export zur Verschrottung in Japan auf einem Schrottplatz durch den Lokführer Billy Jones entdeckt, der sie erwarb, wiederherstellte und sie sonntags auf seiner Ranch für die Nachbarskinder in Betrieb nahm. Sie ist heute noch erhalten und fährt fahrplanmäßig auf der Billy Jones Wildcat Railroad in Los Gatos, Kalifornien.

## Fotos

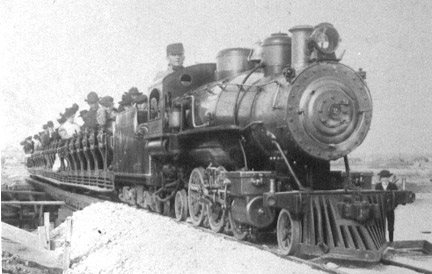
John J. Coit führt die Lok Nr. 2 über eine Kanalbrücke
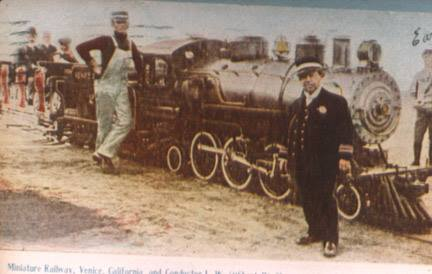
John J. Coit steht am Führerstand von Lok Nr. 2
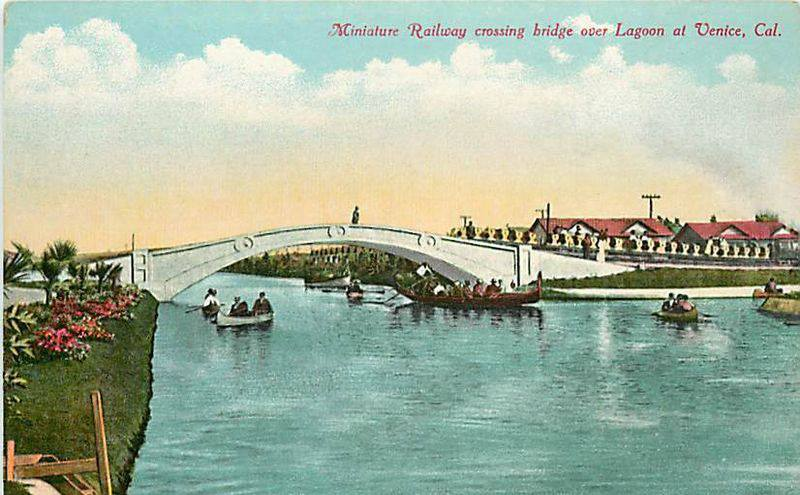
Die Miniatureisenbahn überquert die Brücke über die Lagune
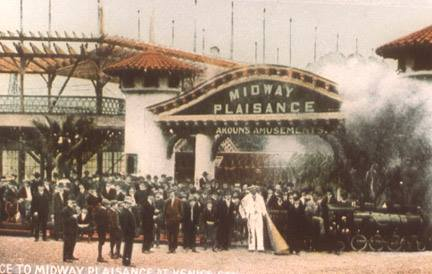
Die Miniatureisenbahn bei Midway Plaisance in Venice
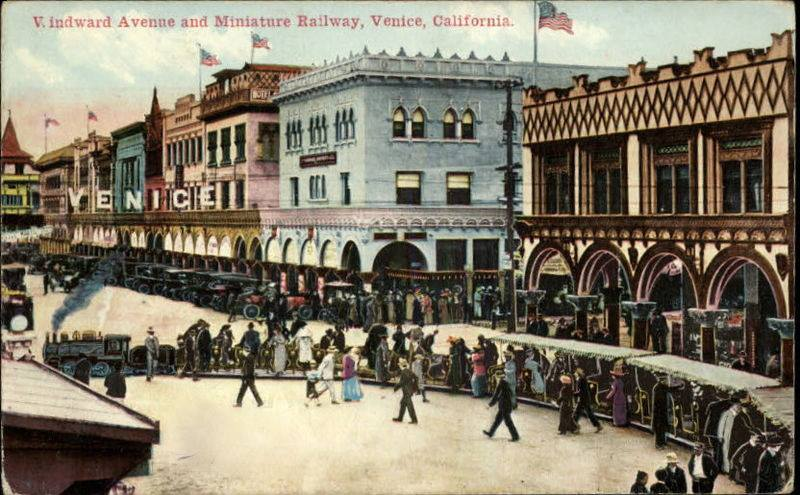
“Windward Avenue and Miniature Railway, Venice, California”
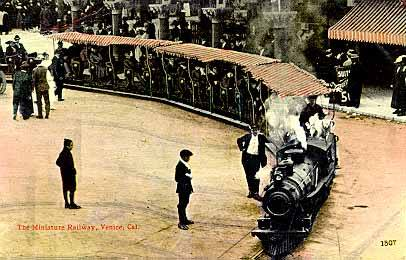
Lok Nr. 2 an der Kehrschleife um das Postamt in der Windward Avenue